# 亞當斯公園球場
亞當斯公園球場（英語：Adams Park）是一座位於英格蘭白金汉郡海威科姆的足球運動場，於1990年落成，全坐席可容10,137名觀眾，為 韋甘比足球會的主場球場。在2002年至2014年，球場曾經租借給橄欖球俱樂部倫敦黃蜂隊（London Wasps）的主場；在2016年至2020年，租借給雷丁女子足球會。 

## 外部鏈接
- The Adams Park Website （页面存档备份，存于）
- Wycombe Wanderers FC （页面存档备份，存于）